# Кража (фильм, 1982)
«Кра́жа» — советский двухсерийный телефильм режиссёра Леонида Пчёлкина по мотивам одноимённой пьесы Джека Лондона.

## Сюжет
Действие происходит в США в 1910 году. Говард Нокс, известный своими социалистическими взглядами, собирается выступить с речью, обличающей финансового магната Старкуэтера. Конкурентам Старкуэтера удалось выкрасть тайную переписку, изобличающую его тёмные финансовые махинации, которую они передают Ноксу.
Однако за день до выступления помощник Старкуэтера Хоббард крадёт компрометирующие бумаги из номера отеля, где остановился Нокс. О краже узнает дочь Старкуэтера Маргарет Чалмерс. Ей уже давно надоел её муж, марионетка в руках её могущественного отца, да и сама жизнь за фасадом добропорядочной буржуазной семьи.
Маргарет влечёт к незаурядной личности Говарда Нокса, которого она сравнивает с Авраамом Линкольном. Чтобы помочь Ноксу, она крадёт документы из кабинета отца и готова пройти через унижения ради своей любви и истины.

## В ролях
- Анастасия Вертинская — Маргарет Челмерс, дочь Энтони Старкуэтера, жена Томаса Чалмерса, мать Томми
- Иннокентий Смоктуновский — Энтони Старкуэтер, отец Маргарет
- Юозас Будрайтис — Говард Нокс
- Олег Борисов — Эллери Хаббард
- Юрис Каминскис — Томас Чалмерс, муж Маргарет, отец Томми, сенатор
- Нина Ольхина — миссис Старкуэтер, мать Маргарет Чалмерс
- Елена Сотникова — Конни Старкуэтер, дочь Энтони Старкуэтера, сестра Маргарет Чалмерс
- Михаил Данилов — Джулиус Ратленд, священник
- Валерий Матвеев — Феликс Доблмен, секретарь Энтони Старкуэтера
- Татьяна Погоржельская — Линда, горничная Маргарет Чалмерс
- Саша Фисенко — Томми, внук Энтони Старкуэтера, сын Маргарет Чалмерс
- Ольга Волкова — миссис Стоун, секретарша Старкуэтера
- Интс Буранс — сенатор
- Хелга Данцберга  — Кэт
- Любовь Полищук — дама на светском рауте

## Съёмочная группа
- Автор сценария: Э. Маркин (по одноимённой пьесе Джека Лондона)
- Режиссёр: Леонид Пчёлкин
- Оператор: Валентин Халтурин, Юрий Схиртладзе
- Художник-постановщик: Владимир Лыков
- Композитор: Исаак Шварц

Ещё в 1970 году на киностудии «Молдова-филм» вышел одноимённый фильм, в котором снялись два актёра, которые впоследствии приняли участие в съёмках фильма 1982 года — Олег Борисов и Ирина Азер.
В 1982 году вышло сразу две экранизации пьесы Джека Лондона «Кража»: режиссёра Леонида Пчёлкина на ТО «Экран» и «Пусть он выступит…» Олега Биймы на «Укртелефильме».